# Rosendo Huenumán
Rosendo Huenumán García (Hueñalihuén, comuna de Puerto Saavedra, 22 de marzo de 1935-3 de octubre de 2020) fue un político y dirigente social chileno.

## Biografía
En su infancia no tuvo oportunidad de recibir enseñanza primaria en ninguna escuela, por lo que aprendió a leer solo a la edad de doce años, justo cuando entraba a la adolescencia. Posteriormente, ingresó a una escuela nocturna donde cursó los estudios primarios y luego emigró a Concepción para estudiar pedagogía en la recién creada Universidad Técnica del Estado de esa ciudad. Para terminar sus estudios universitarios, trabajó de minero en Lota. En realidad, había empezado a trabajar desde muy pequeño. A los seis años comenzó a ayudar en el campo y a los doce partió a Temuco para emplearse como mozo. Luego, fue minero del carbón y laboró como barrero en el Pique Alberto en 1959. Precisamente ese año ingresó en el Partido Comunista de Chile. Con su esposa Rosa Llancapan Llevilao tuvo dos hijos.
En el gobierno de Eduardo Frei Montalva participó activamente en la sindicalización campesina y llegó a ser un importante líder mapuche. Durante la Unidad Popular (UP), fue presidente de la Federación Campesina Luis Emilio Recabarren y dirigente de la Federación Campesina e Indígena Ranquil. 
El 15 de mayo de 1973 fue elegido diputado por la Vigésimo primera Agrupación Departamental (Imperial, Temuco, Villarrica, Pitrufquén y Lautaro) e integró la Comisión Permanente de Agricultura y Colonización. Su período legislativo se vio interrumpido el 11 de septiembre de ese año tras el golpe de Estado que llevó al derrocamiento del Presidente Salvador Allende, siendo sucedido por una Junta Militar encabezada por Augusto Pinochet, que anunció la disolución del Congreso Nacional. 
Durante la represión desatada por el régimen, éstos asesinaron por error a Huenumán de Boroa, creyendo que era Huenumán García; tras ello, fue considerado muerto, por lo que pudo permanecer en la clandestinidad hasta 1977, cuando viajó a Italia. En Roma, llamó por teléfono al escritor y dirigente comunista en el exilio, Volodia Teitelboim, y solo entonces supieron que estaba vivo.
La Organización de las Naciones Unidas le otorgó un estatus especial, pero no pudo regresar a Chile hasta 1990.
En 2009, fue vicepresidente de la Asociación Indígena Newentuleaiñ, Nueva Imperial, donde residía. En 2010, Juan Carlos Jara Barrenechea rodó el documental biográfico Los mapuche no mueren, que relata la historia política de Rosendo Huenumán García. Jorge Retamal lo visitó en 2018 y lo encontró «sumido en el abandono y pobreza a los 83 años».

## Historial electoral

### Elecciones parlamentarias de 1973
- Elecciones parlamentarias de 1973 para la Provincia de Cautín[8]